# Olie-for-mad-programmet
Olie-for-mad-programmet i Irak blev iværksat af FN i 1996. Programmet gav Irak tilladelse til at sælge en på forhånd aftalt mængde olie på verdensmarkedet i bytte for mad, medicin, m.m. Formålet med programmet var at hjælpe den irakiske regering med at sikre landets indbyggere de mest nødvendige midler til overlevelse på trods for de økonomiske sanktioner landet var underlagt efter Golfkrigen i 1991.
Mange støttede programmet og håbede, at det ville hjælpe Iraks indbyggere, og iagttagere i Irak, der var på tæt hold af udviklingen i landet, bekræftede at fødevarepakkerne nåede ud til befolkningen, selvom nogle dog solgte ud af dele af deres rationer. Kritikken mod programmet voksede efter opløsningen af Saddam Husseins regime, hvor der var stigende indicier på, at den irakiske regering selv beholdt pengene som oliesalget indbragte, og at regeringen i øvrigt også under Saddam Hussein havde været involveret i "administrative uhensigtsmæssigheder" og direkte korruption, som inkluderede en lang række landes regeringer, deriblandt adskillige vestlige lande samt højt placerede personer indenfor FN-systemet. Bestikkelsen og svindelen blev afsløret af whistlebloweren Michael Soussan bl.a. i en bog som filmatiseres af Per Fly: Backstabbing for beginners.
I december 2004 måtte FN's generalsekretær Kofi Annan stå mål for kraftig kritik efter at det var kommet frem, at hans søn havde modtaget betaling fra et schweizisk firma, som vandt en lukrativ kontrakt i forbindelse med olie-for-mad-programmet.